# Langseitenrotte
Langseitenrotte ist eine Ortschaft und eine Katastralgemeinde der Gemeinde Annaberg in Niederösterreich.
Die Rotte befindet sich südwestlich der Lassingrotte und wird von der Mariazeller Straße B20 erschlossen. Sie besteht aus dem Dorf Reith, der Streusiedlung Erlaufboden, den Rotten Joachimsberg und Wienerbruck sowie einigen Einzelgehöften.

## Geschichte
Laut Adressbuch von Österreich waren im Jahr 1938 in Langseitenrotte eine Zementwarenfabrik und mehrere Landwirte ansässig.